# Халкабад (місто)
Халкаба́д (кар. Xalqabad; узб. Халқобод, Xalqobod) — місто в Узбекистані, в Кегейлійському районі Каракалпакстану.
Місто розташоване поблизу залізничної станції Кумшунгуль на лінії Найманкуль—Чимбай, за 27 км на північний схід від Нукуса.
Населення 9186 мешканців (перепис 1989).
Статус міста з 1986 року. До 1959 року Халкабад був центром Куйбишевського району.